# Edwin Mueller
Pour les articles homonymes, voir Mueller.
Edwin Müller (écrit ensuite Edwin Mueller), né à Vienne le 2 décembre 1898 et mort à New York le 4 octobre 1962, est un philatéliste autrichien, exilé aux États-Unis. 
Ses travaux et publications sur les timbres et oblitérations classiques de l'empire d'Autriche et de la Lombardie-Vénétie sont renommés pour leur précision.

## Choix de publications
- Großes Handbuch der Abstempelungen von Altösterreich und Lombardei-Venetien, Vienna 1925
- Die Postmarken von Österreich, Vienna 1927
- Die Poststempel auf der Freimarkenausgabe 1867 von Österreich und Ungarn, Vienna 1930
- Österreich Spezial-Katalog 1850-1918, New York 1952, bilingual
- Handbuch der vorphilatelistischen Poststempel Österreichs/Handbook of the Pre-Stamps Postmarks of Austria, New York 1960
- Handbuch der Entwertungen von Österreich und Lombardei-Venetien, New York 1961, bilingue Allemand-Anglais

## Le système de cotation
Ce système original est toujours une référence pour les transactions portant sur les oblitérations de qualité: lire l'article Cotation des oblitérations des timbres d'Autriche de la période 1850-1867.